# Émile Jean-Fontaine
Émile Jean-Fontaine va ser un regatista francès, que va competir a cavall del segle xix i el segle xx. El 1900 va prendre part en els Jocs Olímpics de París on participà en diferents proves del programa de vela. Guanyà una medalla de bronze en la primera cursa de la categoria de 2 a 3 tones, junt a de Cottignon i Ferdinand Schlatter. La segona cursa d'aquesta mateixa modalitat no la pogué finalitzar, com tampoc la cursa de la classe oberta.